# Második zsidótörvény
A második zsidótörvény „A zsidók közéleti és gazdasági térfoglalásának korlátozásáról” szóló 1939. évi IV. törvénycikk közkeletű elnevezése. A törvény nagy része a címében jelzett korlátozó rendelkezéseket tartalmazta; első paragrafusa azonban a zsidónak tekintendők körét is meghatározta, és ebben a felekezethez tartozáson kívül a származást is mint döntő szempontot ismerte el és juttatta érvényre. Ez az „első átfogó zsidótörvény” 1939. május 5-én lépett hatályba.

## Előzmények
Az ún. első zsidótörvényt (1938. évi XV. törvény „A társadalmi és a gazdasági élet hatályosabb biztosításáról”) Darányi Kálmán miniszterelnöksége idején terjesztették az országgyűlés elé, de már Imrédy Béla miniszterelnöksége alatt, 1938. május 29-én fogadták el. A megszületéséhez és elfogadásához vezető út egyik legfontosabb tényezője az Anschluss volt (1938. március 12.), melynek következtében Magyarország a náci Németország közvetlen szomszédja lett.
Alig hét hónappal az első hatályba lépése után Imrédyék már benyújtották az ún. második zsidótörvény tervezetét is (1938. december 23.). Benyújtásának közvetlen előzménye az első bécsi döntés (1938. november 2.) és annak nyomán a Felvidék visszacsatolása volt. Ezzel a visszatért területeken élő nagy számú zsidó közösség is az ország része lett, (majd 1939. március közepén egész Kárpátalja is), ami a sajtóban és a közéletben fölerősítette a zsidóellenes megnyilvánulásokat. Az első zsidótörvény intézkedéseit sokan amúgy is elégtelennek, a zsidók „térfoglalását” – különösen egyes pályákon – lélekszámukhoz képest aránytalanul nagynak tartották.
Mindez a törvény tartalmát, de még címét is meghatározta: az előző törvénnyel ellentétben a „zsidó” szó már a címbe is bekerült. Bethlen István miniszterelnöksége idején a numerus clausust módosító 1928. évi XIV. tc. indoklása a zsidókat „izraelita honfitársaink”-ként említette; egy évtized múltán, a második zsidótörvény indoklása már „minden nemzet testében… idegen”-nek tartotta.
„A zsidók évezredes elzárkózása a mindenkori környezettől, s faji, érzelmi és szellemi életüknek idegen tényezők közrehatását évezredeken át kizáró alakulása okozzák azt, hogy idegenek maradnak a népek összességének és minden nemzetnek testében, hogy az őket vendégül befogadó népekbe való beolvadási törekvésük ellenére mindig tovább él bennük az ösztönös hajlam, hogy zárt fajiságukban megmaradjanak.”

## Az 1939. évi IV. törvénycikk
A törvényt hosszú vita után fogadta el a képviselőház. Először, az általános vitát követően március 16-án szavaztak róla. Ekkor mindössze 20 képviselő szavazott ellene, legalább ennyien pedig távol tartották magukat a szavazástól. Harmadik olvasatban március 27-én fogadták el, végül a felsőház által javasolt módosításokról május 3-án szavaztak. Ekkor már (1939. február 15. óta) Teleki Pál volt a miniszterelnök, aki a törvény felsőházi vitájában kiállt a javaslat elfogadása mellett, és szintén a zsidók „idegenségét” hangoztatta. Kijelentette, „hogy igen, ez a törvényjavaslat sok tekintetben jogfosztás az egyedekre nézve. Ez világos. De jogfosztás az egyedekkel szemben a nemzet magasabb érdekéből. (…) ez a törvényjavaslat a nemzettest idegen elemekkel való túlzott áthatása ellen jogos önvédelemből korlátoz jogokat.”
Ez a törvény már faji alapon állt és olyan magyar állampolgárokat is zsidónak minősített, akiknek két nagyszülője izraelita vallású volt, bár a vallásukat már rég nem gyakorolták, sőt régóta más felekezethez tartoztak. A paragrafusok nagy többsége a korlátozó rendelkezéseket tartalmazta, ezek szinte az élet minden területére kiterjedtek. A különböző foglalkozási ágakban a zsidók arányát 20%-ról 12, vagy 6, vagy 0%-ra szorították le. Teleki azzal, hogy elfogadtatta a törvényt, a szélsőjobboldal egyes követeléseinek is eleget tett. Közben, a törvény vitája idején (február 24-én) betiltatta a Szálasi által vezetett Hungarista Mozgalmat, mert szélsőségesek február 3-án kézigránátot dobtak a Dohány utcai zsinagógából távozó zsidókra. (Március közepén új néven a párt működését ismét engedélyezték).

### A törvény néhány kiemelt paragrafusa
- 1. § A jelen törvény alkalmazása szempontjából zsidónak kell tekinteni azt, aki ő maga vagy akinek legalább egyik szülője, vagy akinek nagyszülői közül legalább kettő a jelen törvény hatálybalépésekor az izraelita hitfelekezet tagja vagy a jelen törvény hatálybalépése előtt az izraelita hitfelekezet tagja volt úgyszintén a felsoroltaknak a jelen törvény hatálybalépése után született ivadékait.
- 5. § Tisztviselőként vagy egyéb alkalmazottként zsidó nem léphet az állam, törvényhatóság, község, úgyszintén bármely más köztestület, közintézet vagy közüzem szolgálatába. (…)

A közép-, a középfokú és a szakiskolákban oktatást végző zsidó tanárokat, a népiskolákban oktatást végző zsidó tanítókat (…) nyugdíjazni kell, illetőleg az erre irányadó szabályok szerint a szolgálatból végkielégítéssel el kell bocsátani.
- 7. § Az egyetemek és a főiskolák első évfolyamára zsidót csak olyan arányban lehet felvenni, hogy a zsidó hallgatók (növendékek) száma az egyetem vagy a főiskola illető karára (osztályára) felvett összes hallgatók (növendékek) számának hat százalékát, a József nádor műszaki és gazdaságtudományi egyetem közgazdasági karának közgazdasági és kereskedelmi osztályán a hallgatók számának tizenkét százalékát ne haladja meg.
- 9. § Ügyvédi, mérnöki, orvosi kamarába, sajtókamarába, úgyszintén színművészeti és filmművészeti kamarába zsidót tagul csak olyan arányban lehet felvenni, hogy a zsidó tagok száma az illető kamara összes tagjai, ha pedig a kamara szakosztályokra vagy foglalkozási csoportokra tagozódik, az egyes szakosztályok, illetőleg foglalkozási csoportok tagjai számának hat százalékát ne haladja meg. (…)
- 14. § Ipar gyakorlására zsidónak iparigazolványt, illetőleg iparengedélyt mindaddig nem lehet kiállítani, amíg az illető községben a zsidóknak kiadott iparigazolványok és iparengedélyek együttes száma a községben fennálló összes iparigazolványok és iparengedélyek számának hat százaléka alá nem csökken. A kereskedelem- és közlekedésügyi, illetőleg az iparügyi miniszter közérdekből kivételt tehet.[9]

### A törvény néhány más rendelkezésének vázlata
- Honosítás, házasságkötés vagy törvényesítés által zsidó magyar állampolgárságot nem szerezhet. Bizonyos esetekben a korábbi honosítást hatálytalanítani kell, illetve az hatálytalanítható.
- A törvény kihirdetésének napját követő négy hónap alatt tartott választáson a zsidók választási jogának érvényesítését feltételekhez kötik (a törvény kihirdetéskor új választást írtak ki)
- Zsidó nem lehet időszaki lap felelős szerkesztője, kiadója, főszerkesztője…
- Zsidó nem lehet színház igazgatója, művészeti titkára, dramaturgja… ugyanígy a filmet előállító, forgalombahozó vagy előadó vállalatok igazgatója, az igazgatási tennivalókat ellátó művészi ügyvezetője…
- Zsidót összes mezőgazdasági ingatlanának átengedésére lehet kötelezni; mező- vagy erdőgazdasági ingatlanának átruházásához hatósági hozzájárulás szükséges.
- Tisztviselői, értelmiségi munkakörben zsidót csak meghatározott arányban szabad alkalmazni…

### A második zsidótörvény hatásai
A korlátozások többségét már közvetlenül a törvény hatályba lépése után érvényesítették. Számos újság megszűnt vagy gazdát cserélt, a közhivatalokból, az értelmiségi pályákról, a művészi élet területeiről sok zsidó személyt gyorsan kiszorítottak. Más esetekben a törvény néhány év türelmi időt adott, például a dohányárusítási vagy a gyógyszertári engedélyek megvonása esetében. Megkezdődött a törvény alkalmazása a honvédségben is, ami hamarosan a munkaszolgálat bevezetéshez vezetett. Számos esetben ún. Aladárokkal, strómanokkal meg tudták tartani üzemeiket, boltjaikat, újságaikat stb. Erre számos példa volt a fővárosban és vidéken is.